# 코리안 테트리스
《코리안 테트리스》(Korean Tetris)는 1990년 한국의 아마추어 게임 제작자인 박성규(2007년 현재 주식회사 에프투시스템 대표 이사)가 제작한 퍼즐 게임이다.
기존의 테트리스를 바탕으로 독자적인 요소를 가미한 게임으로, 대한민국의 초창기 아마추어 게임 중 가장 대표적인 게임이다.

## 기존의 테트리스와 다른 점
- 기존의 테트리스는 일정 수 이상의 줄을 없애면 클리어되는 방식이었으나, 코리안 테트리스에서는 블록 속에 갇힌 사람이 있는 줄을 모두 없애야 클리어되는 방식으로 변경되었다.

- 나중에 나올 블록을 2개씩 미리 볼 수 있을 뿐만 아니라, 다음 스테이지를 미리 볼 수도 있다.

- 특수 블록을 없애면 각종 특수 능력을 이용하여 블록을 없앨 수도 있다.

- 특수 능력 블록에는 가로로 한줄을 모두 없애는 비행기 블록, 일정한 영역을 블록으로 부풀려 채우는 풍선 블록, 일정 영역을 즉시 없애는 번개 블록 등이 있다.

- 일정 스테이지를 클리어 하게 되면 아무런 블록이 없는 빈 스테이지가 나오며, 단 한줄만 없애도 클리어로 인정하고 다음 스테이지로 넘어간다.

- 디지털 방식으로 시간의 개념을 도입하여 클리어 타이밍에 따라 보너스 점수가 차등으로 얻어진다 (great, good, nice 등)

- 편집 기능이 있어서 플레이어가 만들고자 하는 레벨을 작성할 수 있다.

## 조작법
- ←→ 또는 keypad 4keypad 6: 좌우 이동

- ↓ 또는 keypad 2: 아래로 1칸 이동

- keypad 5: 회전

- Space Bar: 블록 낙하, 특수 블록 기능 사용

## 뒷이야기
- 당초 이 게임은 미완성작이었으며 프리웨어로 배포될 예정도 없었다. 그러나 당시 심각했던 불법 복제 문제로 인해 미완성작이었던 이 게임이 전국적으로 퍼지게 되었으며, 이 게임의 개발 도중 대한민국 육군에 전산병으로 입대하게 된 개발자는 이후 군 복무중 이 게임이 전국적으로 복제되었다는 사실을 알게 된다. 이는 코리안 테트리스 2를 제작하게 되는 계기가 된다.[2]

- 이 게임의 1 스테이지에서는 태극기가 등장한다.

- 타이틀 화면에 나오는 4개의 메뉴 항목 중 패스워드 기능은 작동하지 않는다. 이 기능은 나중에 코리안 테트리스 2에서 추가된다.

- 1995년 제작자 박성규가 에프투시스템이라는 회사를 창업하고 개발한 오락실용 게임 클래식골드에 4가지 게임(오목, 테트리스, 핵사, 퍼즐보글)이 포함되는데 이때 테트리스게임은 코리안 테트리스가 오락실용으로 재 개발된 것이다.

- 게임 중 F1 키를 누르면 배경음악으로 "군밤타령"이 흘러나온다